# IC 3707
IC 3707 је појединачна звијезда у сазвјежђу Ловачки пси која се налази на листи објеката дубоког неба у Индекс каталогу.
Деклинација објекта је + 37° 58' 57" а ректасцензија 12h 43m 28,5s.